# Armorial des comtes militaires de l'Empire (A-K)
Cet article présente et décrit les armoiries des comtes militaires sous le Premier Empire de A à K.
- Armorial des comtes militaires de l'Empire (L-Z)

## A
| Figure | Nom du comte et blasonnement |
| ------ | --- |
|        | Zacharie Jacques Théodore Allemand (1er mai 1762 - Port-Louis † 2 mars 1828 - Toulon), vice-amiral, grand officier de la Légion d'honneur (7 avril 1813), chevalier de Saint-Louis (12 août 1814), comte de l'Empire (15 août 1810), D'azur, à trois vaisseaux mal-ordonnés d'or, habillés d'argent ; au canton des comtes militaires brochant., |
|        | Antoine François Andréossi (6 mars 1761 - Castelnaudary † 10 septembre 1828 - Montauban), général de division (6 janvier 1800), grand aigle de la Légion d'honneur (14 août 1809), grand chancelier de l'ordre des Trois-Toisons d'Or (1809), chevalier de Saint-Louis le 13 août 1814, comte de l'Empire (lettres patentes du 26 avril 1808), - - D'or, au chêne à quatre branches d'azur, surmonté d'une étoile de gueules, au franc-quartier des comtes militaires brochant., Ou, - - D'or, au palmier d'azur, surmonté d'une étoile d'argent. |
|        | Charles Nicolas d'Anthouard de Vraincourt (ou Danthouard) (7 janvier 1773 - Verdun (Meuse) † 14 mars 1852 - Paris), général de division, commandant de la Légion d’honneur (décret impérial du 11 juillet 1807), puis, grand officier de l'ordre royal de la Légion d’honneur (ordonnance du 29 juillet 1814), puis, grand-croix (décret du 1er mai 1831), chevalier de Saint-Louis (ordonnance du 8 juillet 1814), commandeur de l’ordre de la Couronne de fer (septembre 1813), pair de France (19 novembre 1831), comte de l'Empire (lettres patentes du 15 août 1809), - - Sous l'Ancien Régime : Coupé: au 1, d'azur, à la fasce d'argent, chargée de trois roses de gueules ; au 2, d'or, à trois écrevisses de gueules, posées en pals, rangées en fasce. - Armes de comte de l'Empire : Écartelé : au I, du quartier des comtes militaires de l'Empire ; au II, coupé : a) de gueules, b) d'azur à trois roses d’or rangées en fasce ; au III, d’or à la pyramide de sable, surmontée d’une étoile d’azur ; au IV, d’or à trois écrevisses de gueules posées en pal et rangées en fasce,. Toque de comte de l'Empire, insignes de commandant de la Légion d’honneur et de commandeur de l’ordre de la Couronne de fer. - Sous la monarchie de Juillet : Écartelé : aux 1 et 4, d'or, à trois écrevisses de gueules, posées en pals, rangées en fasce ; au 2, coupé, de gueules plein, sur azur à trois roses rangées d'or; au 3, d'or, à une pyramide de sable, surmontée d'une étoile d'azur. Couronne et manteau de comte-pair, insignes de grand-croix de la Légion d'honneur. |
|        | Claude Charles Aubry de La Boucharderie (25 octobre 1773 - Bourg-en-Bresse ✝ 8 novembre 1813 - bataille de Leipzig, des suites de ses blessures (amputation)), général de brigade (7 juin 1809), général de division (21 novembre 1812), baron de l'Empire (14 avril 1810) puis comte de l'Empire (2 mai 1813), Légionnaire (11 décembre 1803), puis officier (14 juin 1804), puis commandant de la Légion d'honneur (18 juin 1812), - - Armes de baron de l'Empire : Coupé : au 1, parti d'argent, à l'épée de sable, posée en bande, accompagnée de deux têtes de More et du quartier des barons militaires de l'Empire ; au 2, de sable, au pont de trois arches d'or, jeté sur une rivière d'argent, et sommé d'un lion naissant d'or., - Armes de comte de l'Empire : Coupé : au I, parti du quartiers des comtes militaires de l'Empire et d’argent à une épée en bande de sable la pointe en haute, accostée de deux têtes de Maure du même, au deuxième, à un pont de trois arches d’or soutenu d’une rivière d’argent et sommé d’un lion naissant d’or. |

## B
| Figure | Nom du comte et blasonnement |
| ------ | --- |
|        | François Gédéon Bailly de Monthion (27 janvier 1776 - Saint-Denis de La Réunion † 7 septembre 1850 - Paris), général de brigade (22 mai 1808), général de division (4 décembre 1812), baron de l'Empire (décret du 19 mars 1808, lettres patentes du 28 janvier 1809 (Paris)) puis comte Bailly de Monthion et de l'Empire (décret du 15 août 1809, lettres patentes du 31 décembre 1809 (Paris)), légionnaire (25 prairial an XII), puis officier (26 décembre 1805), puis commandant (11 juillet 1807), puis grand officier (4 novembre 1813), puis grand-croix de la Légion d'honneur (19 avril 1843), chevalier de l'ordre royal et militaire de Saint-Louis (1814), chevalier de l'ordre militaire de Maximilien-Joseph de Bavière (1806), grand-croix de l'ordre de Hesse (1810), commandeur de l'ordre Militaire du Wurtemberg (1810), pair de France (3 octobre 1837), - - Armes de baron de l'Empire : Coupé : le premier parti d'azur au lion rampant d'or tenant entre ses pattes une palme de même, accompagné de deux étoiles, posées en barre, d'argent et de gueules au signe des barons tirés de l'armée ; le deuxième d'or au chevron de gueules, accompagné en chef d'une clef de moulin d'azur entre deux croissants de gueule et en pointe d'une fouine d'azur., - Armes de comte de l'Empire : Coupé : au 1, parti du quartier des comtes militaires de l'Empire et d'azur au lion rampant d'or, tenant entre ses pattes une palme du même ; au 2, d'or, au chevron de gueules surmonté en chef d'une anille accostée de deux croissants de sable et accompagné en pointe d'une fouine du même., |
|        | Louis Baraguey d'Hilliers (13 août 1764 à Paris † 6 janvier 1813 à Berlin), général de division, comte de l'Empire (lettres patentes du 16 septembre 1808), colonel général des dragons (6 juin 1804), grand aigle de la Légion d'honneur (2 février 1805), - - Armes sous l'Ancien Régime : D'argent, à la bande de gueules, acc. en chef d'une merlette de sable, au chef d'azur, ch. de trois chausse-trapes d'argent. Supports: deux lions regardants. Devise: FAIS CE QUE DOIS, ADVIENNE QUE POURRA. - Armes de comte de l'Empire : Ecartelé : au I, du quartier des comtes militaires de l'Empire ; au II, d'argent au cheval saillant de sable ; au III, de gueules semé d'étoiles d'argent ; au IV, d'azur à un casque de dragon d'or taré de profil,. |
|        | Pierre Barrois (30 octobre 1774 - Ligny-en-Barrois † 19 octobre 1860 - Villiers-sur-Orge), général de division, Baron (24 février 1809) puis comte de l'Empire (lettres patentes du 21 février 1814), grand officier puis grand-croix de la Légion d'honneur (30 avril 1836), - - Armes de baron de l'Empire : Écartelé : au premier d'azur au casque grillé, taré de profil d'argent ayant pour cimier un lion naissant d'or, au deuxième des barons tirés de l'armée ; au troisième de gueules au chevron d'or accompagné en cœur d'une étoile d'argent ; au quatrième d'azur au vol ouvert d'argent. Voir : Armorial des barons militaires de l'Empire (A-B)#Ba .C3.A0 Bd - Armes de comte de l'Empire : Écartelé : au 1er, des comtes militaires ; au 2e, d'azur à un casque grillé et taré de profil d'argent ayant pour cimier un lion naissant d'or ; au 3e, de gueules à un chevron d'or, accompagné de trois étoiles d'argent ; au 4e, d'azur à trois besants d'argent. |
|        | Pierre Baste (21 novembre 1768 - Bordeaux † 29 janvier 1814 à la Bataille de Brienne), contre-amiral puis général de brigade français, commandant de la Légion d'honneur (28 février 1810), comte de l'Empire (décret du 15 août 1809 et lettres patentes du 25 mars 1810), Écartelé : au 1 du quartier des comtes militaires de l'Empire ; au 2, de gueules, à la lettre N d'or, brochant sur une ancre d'argent ; au 3, de sinople, à une étoile d'or, chargée d'un B de sable ; au 4, d'argent, au lévrier rampant d'azur, colleté du même, tenant de sa patte dextre une épée de sable., |
|        | Nicolas Léonard Bagert (« Becker ») de Mons (14 janvier 1770 - Obernai ✝ 8 novembre 1840 - château de Mons, Aubiat), comte de Mons et de l'Empire (lettres patentes de juin 1808), Général de division (1805), pair de France (Cent-Jours, pair héréditaire le 5 mars 1819, Baron-pair par lettres patentes du 6 juillet 1824), chevalier de Saint-Louis, grand-croix de la Légion d'honneur, grand-croix de l'ordre du mérite militaire de Maximilien Joseph de Bavière, - - Armes sous le Premier Empire : Ecartelé : au I, du quartier des comtes militaires de l'Empire ; aux II et III, d'or à une tête de cheval coupée de sable ; au IV, d'azur à trois étoiles d'argent posées en pal,. - Armes sous la Restauration : Écartelé au 1 et 4 d’azur à une épée d’argent montée d’or, au 2 d'or à une tête de cheval arrachée de sable allumée du champ, au 3 d’azur à trois étoiles d’argent posées en pal. |
|        | Augustin Daniel Belliard (25 mai 1769 - Fontenay-le-Comte ✝ 28 janvier 1832 - Laeken), général de division, comte de l'Empire (lettres patentes du 9 mars 1810), grand aigle de la Légion d'honneur (23 août 1814), chevalier de Saint-Louis (1er juin 1814), pair de France (4 juin 1814, 2 juin 1815 (Cent-Jours), annulé le 24 juillet 1815, créé comte-pair le 5 mars 1819), Ecartelé : au I, du franc-quartier des comtes militaires de l'Empire ; au II, de gueules, aux ruines d'argent ; au III, de gueules, à un palmier terrassé d'argent adextré d'une pyramide et senestré de deux autres du même ; au IV, d'or, au cheval cabré de sable., |
|        | César Berthier (9 novembre 1765 - Versailles ✝ 17 août 1819 - château de Grosbois (Seine-et-Oise)), général de division, commandant de la Légion d'honneur (11 janvier 1804), chevalier de Saint-Louis le 24 octobre 1814, grand-croix de l'ordre du Lion de Bavière, comte Berthier de Berluy et de l'Empire (13 février 1811), Ecartelé : au I, du franc-quartier des comtes militaires de l'Empire ; au II, de gueules, au lion d'or, à une barre d'argent chargée de trois têtes de maures de sable, brochante ; au III, de gueules, à une couronne de lauriers d'or, chargée d'une hache d'argent, posée en barre et adextrée en chef d'une étoile du même ; au IV, d'azur, au pal d'argent, chargé de trois chevrons de sable., |
|        | Henri Gatien Bertrand (28 mars 1773 - Châteauroux ✝ 31 janvier 1844 - Châteauroux), comte de l'Empire (1808), général de division (1807), grand officier de l'Empire et grand maréchal du Palais (1813), grand aigle de la Légion d'honneur (1809), grand-croix de l'ordre de la Fidélité de Bade, pair de France (2 juin 1815, (Cent-Jours), Ecartelé : au I, du franc-quartier des comtes militaires de l'Empire ; au II, d'or, à un soleil d'azur ; au III, d'or, au palmier de sinople, issant de la pointe et fruité du champ ; au IV, d'azur, au crequier d'or., |
|        | Jean Pierre François Bonet (8 août 1768 - Alençon ✝ 23 novembre 1857 - Alençon), général de division, grand-croix de la Légion d'honneur (5 octobre 1840 avec effet rétroactif au 20 avril 1831), comte de l'Empire (2 mars 1811), pair de France (19 novembre 1831), sénateur inamovible (31 décembre 1852 -23 novembre 1857), Écartelé : au 1 du quartier des comtes militaires ; au 2, d'argent, à une tête d'aigle de sable, acc. de trois étoiles d'azur, 2 et 1 ; au 3, de gueules, à deux colonnes d'or, réunies par un listel d'argent ; au 4, d'azur, à deux drapeaux d'argent, passés en sautoir., |
|        | Jean Boudet (9 février 1769 - Bordeaux ✝ 14 septembre 1809 - České Budějovice, République tchèque), général de division, grand officier de la Légion d'honneur (2 juin 1809), chevalier de l'ordre de la Couronne de fer, comte de l'Empire (1808), Selon RévérendEcartelé : au 1, des comtes militaires; au 2, d'argent à la montagne de sinople, surmontée de murs incendiés de gueules, jetant de la fumée de sable, et senestrée d'un palmier de sable (alias de sinople); au 3, d'argent au canon affûté de sable, terrassé de sinople, adextré d'un palmier au naturel, et senestré d'une mer d'azur; au 4, de gueules au vol d'aigle d'àrgeut. Selon RietstapÉcartelé: au 1, des comtes militaires ; au 2, d'argent, à une montagne de sinople, sommée de murs incendiés de gueules jetant de la fumée de sable, et senestrée d'un palmier de sinople ; au 3, d'argent, à un canon sur son affût de sable, posé sur une terrasse de sinople et adextré d'une mer d'azur; au 4, de gueules, à un vol d'argent., |
|        | Louis Joseph Amour de Bouillé (1er mai 1769 - Basse-Terre ✝ 20 novembre 1850 Paris), marquis de Bouillé du Chariol (1800) puis comte de l'Empire (2 septembre 1810), général de brigade (23 juin 1810), lieutenant général (31 décembre 1814), officier de la Légion d'honneur (24 août 1820), chevalier de l'ordre royal et militaire de Saint-Louis (21 décembre 1795), aide de camp du comte d'Artois puis roi Charles X, De gueules, à la croix ancrée d'argent (Chariol) ; au canton des comtes militaires brochant. |
|        | François Antoine Louis Bourcier (23 février 1760 - La Petite-Pierre † 8 mai 1828 Ville-au-Val), un général de division, officier (décret du Premier consul du 10 vendémiaire an XII (3 octobre 1803)), puis, grand officier de la Légion d'honneur (décret impérial du 25 prairial an XII (14 juin 1804)), chevalier de l'ordre royal et militaire de Saint-Louis (ordonnance du 19 juillet 1814), comte de l'Empire (lettres patentes du 29 juin 1808), D’or à la fasce d’azur, accolé en chef de deux molettes de sable, et en pointe de trois fers de lance du même, se joignant en fleuron par la tête ; au franc-quartier des comtes militaires de l'Empire,. |
|        | Jean-Baptiste Broussier (10 mars 1766 - Ville-sur-Saulx ✝ 13 décembre 1814 - Bar-le-Duc), général de division (1er février 1805), comte de l'Empire (15 octobre 1809), grand officier de la Légion d'honneur (21 juillet 1809), commandeur de l'ordre de la Réunion (3 avril 1813), chevalier de l'ordre royal et militaire de Saint-Louis (29 juillet 1814), Coupé : au 1, parti du quartier des comtes militaires et d'or, à la fasce d'azur, chargée de trois étoiles du champ et accompagnée en chef et en pointe d'une molette de sable ; au 2, de sinople, au chevron d'or, accompagné en pointe d'un lion léopardé du même., |
|        | Gilles Joseph Martin de Bruneteau de Sainte Suzanne (7 mars 1760 - Mothe-lès-Poivres ✝ 25 août 1830 - Paris), vicomte de Sainte-Suzanne, comte de Sainte-Suzanne et de l'Empire (1808, confirmé le 31 août 1815), général de division (1796), général en chef (1799), sénateur (1er floréal an X-1814), légionnaire (1803) puis grand officier de la Légion d'honneur (1804), chevalier de Saint-Louis (1814), pair de France (4 juin 1814, comte-pair le 31 août 1817, lettres patentes du 3 août 1824), - - Sous le Premier Empire : Coupé : au I, parti du quartier des comtes militaires de l'Empire et d’azur au lion d’or surmonté d’une étoile du même et accosté de deux colonnes d’argent ; au II, recoupé de gueules à l’étoile d’argent à huit rais, sur or. - Sous la Restauration : Écartelé: aux 1 et 4, coupé: a. de gueules à une étoile à huit rays d'or ; b. d'or plein ; aux 2 et 3, d'azur, au lion d'or, accosté de deux colonnes d'argent et surmonté d'une étoile d'or. |
|        | Édouard Thomas Burgues de Missiessy (23 avril 1756 - Forcalquier ✝ 24 mars 1837 - Toulon), contre-amiral (1er janvier 1793), vice-amiral (9 mars 1809), Comte de Missiessy et de l'Empire (23 février 1811), commandant (novembre 1803), puis, grand officier (30 septembre 1811), puis, grand cordon de l’ordre royal de la Légion d'honneur (24 août 1814), grand-croix de l'ordre de la Réunion (3 avril 1813), chevalier (18 avril 1785), puis, commandeur (3 mai 1816), puis, grand-croix de l’ordre royal et militaire de Saint-Louis (23 août 1820), chevalier commandeur de l'ordre du Saint-Esprit (2 juin 1827), - - Famille Burgues de Missiessy : De gueules, à un château triangulaire montrant deux faces, sommé de trois tours reliées par des courtines, le tout d'or, maçonné et ajouré de sable, la tour de milieu sommée d'une grue d'or avec sa vigilance au naturel. Supports: deux renards, au naturel. Armes parlantes (Bas latin « burgus », lui-même issu du germanique ancien « burg » (forteresse ou village fortifié).). - - Armes de comte de l'Empire : Écartelé : au I, du quartier des comtes militaires ; aux II et III, de gueules à la tour d'or ; au IV, d'azur à une ancre d'argent. |

## C
| Figure | Nom du comte et blasonnement |
| ------ | --- |
|        | Marie-François-Auguste Caffarelli (1766-1849), aide de camp de l'Empereur, ministère de la Guerre (it) du royaume d'Italie, général de division, comte de l'Empire (décret du 19 mars 1808, lettres patentes signées à Valladolid le 15 janvier 1809), comte du royaume d'Italie (lettres patentes du 12 avril 1809), légionnaire (19 frimaire an XII : 11 décembre 1803), puis, officier et commandant (25 prairial an XII : 14 juin 1804), puis, grand officier (4 nivôse an XIII : 25 décembre 1805), puis, grand aigle de la Légion d'honneur (8 février 1806), chevalier (23 décembre 1807), puis, commandeur de l'ordre de la Couronne de fer, Écartelé ; le premier des comtes militaires ; le deuxième taillé d'argent et de gueules, le troisième d'argent au lion rampant de sable ; le quatrième tranché d'argent et de gueules., |
|        | Pierre Jacques Étienne Cambronne (26 décembre 1770 - Saint-Sébastien-sur-Loire ✝ 29 janvier 1842 - Nantes), général de brigade, baron Cambronne et de l'Empire (décret du 15 mars 1810, lettres patentes du 4 juin 1810 (Saint-Cloud)), comte de l'Empire (1815), vicomte Cambronne (1822), légionnaire (1804), officier (1807), commandant (1813), puis grand officier de la Légion d'honneur (1er avril 1815), chevalier de Saint-Louis (1819), pair de France (2 juin 1815 (Cent-Jours)), Armes du comte Cambronne et de l'Empire : D'azur à un lion d'or, armé et lampassé de gueules, accompagné de douze grenades d'argent allumées de gueules disposées en orle ; au canton des comtes militaires de l'Empire brochant.[réf. à confirmer] |
|        | Étienne Marie Antoine Champion (30 mai 1768 - Bordeaux † 12 février 1815 - Paris), général de division, 1er comte de Nansouty et de l'Empire, Légionnaire (19 frimaire an XII), puis, commandant (25 prairial an XII), puis, grand officier (4 nivôse an XIV), puis, grand aigle de la Légion d'honneur le 11 juillet 1807), chevalier de l'ordre royal et militaire de Saint-Louis (1er juin 1814), Ecartelé : au I du quartier des comtes militaires de l'Empire ; au II, de gueules à trois merlettes d'argent 2 et 1, celle en chef à dextre contournée ; au III de gueules à une à une croix d'argent chargée en cœur d'un écusson de sable à une vigne feuillée et terrassée de sinople, fruitée de gueules, au chef d'azur chargée d'une étoile rayonnante d'or ; au IV, d'azur au sauvage d'or tenant sa massue sur l'épaule dextre. |
|        | Joseph Claude Marie Charbonnel (24 mars 1775 - Dijon † 10 mars 1846 - Paris), général de division, baron de l'Empire (lettres patentes du 10 septembre 1808), comte de Salès et de l'Empire (lettres patentes du 22 janvier 1814), grand officier (ordonnance du 17 janvier 1815), puis, grand-croix de la Légion d'honneur (ordonnance du 20 août 1824), chevalier de l’ordre royal et militaire de Saint-Louis (ordonnance du 9 juillet 1814), pair de France (25 décembre 1841), D’azur au casque taré de front et grillé d’or, panaché de 6 plumes d’autruche de sable, accosté à dextre d’une épée haute d’argent, à senestre d’un bouclier incliné d’argent chargé d’une tête de lion au naturel, senestré d’une lance en pal de sable surmonté de 2 tourterelles affrontées au naturel ; au chef tiercé en pal : 1) d’azur à l’épée haute d’argent, montée d’or ; 2) de gueules au sautoir d’argent, cantonné de 3 étoiles d’argent et d’un croissant du même ; 3) d’or accosté à dextre de 3 foudres de gueules, à senestre d’une muraille de sable., |
|        | Henri François Marie Charpentier (23 juin 1769 - Soissons 14 octobre 1831 - Oigny-en-Valois), général de division (16 février 1804), comte de l'Empire (14 février 1810), grand officier de la Légion d'honneur (27 décembre 1814), grand-croix de l'ordre de la Réunion (19 novembre 1813), chevalier de l'ordre royal et militaire de Saint-Louis (8 juillet 1814), D'azur, au chevron d'or, accompagné en chef de deux colombes affrontées d'argent et en pointe d'un croissant du même, au chef de gueules, chargé de trois étoiles d'argent ; au canton des comtes militaires brochant. |
|        | François de Chasseloup-Laubat (18 août 1754 - Saint-Sornin, Saintonge ✝ 6 octobre 1833 - Paris), général de division (18 septembre 1799), sénateur (5 avril 1813), comte de Chasseloup-Laubat et de l'Empire (décret du 19 mars 1808, lettres patentes du 7 juin 1808, Bayonne), Légionnaire le 19 frimaire an XII (11 décembre 1803), puis, commandant le 25 prairial an XII (13 juin 1804), puis, grand officier le 30 juin 1811, puis, grand cordon de la Légion d'honneur le 27 décembre 1814, Grand-croix de l'ordre de la Réunion (3 août 1813), commandeur de l'ordre de la Couronne de fer (1805), Écartelé; au premier de comte sorti de l'armée ; au second de gueules au lion rampant d'or accompagné de deux billettes de même; au troisième d'azur à la barre d'or accompagnée à dextre d'une cuirasse d'argent, à sénestre d'un casque de même, au quatrième d'azur à la fasce chargée d'un léopard de sable; en chef et en pointe, deux et un écusson d'or. On trouve aussiÉcartelé : au I, du quartier des comtes-sénateurs ; au II, de gueules à la fasce d'argent, au lion d'or brochant ; au III, de gueules à la barre d'or, accompagnée en chef d'une cuirasse et en pointe d'un casque de profil taré d'argent ; au IV, d'azur à une fasce d'argent, chargée d'un lion léopardé (ou d'un léopard ?) de sable, accompagnée de 3 écus d'or.[réf. à confirmer]. |
|        | Michel Marie Claparède (28 août 1770 - Gignac, Hérault ✝ 23 octobre 1842 - Montpellier (Hérault), général de division (1808), 1er comte Claparède et de l'Empire, grand-croix de la Légion d'honneur, grand-croix de l'ordre de Saint-Louis (1825), pair de France (comte-pair le 5 mars 1819), Coupé : au 1, parti : a. du quartier des comtes militaires de l'Empire ; b. de gueules à trois étoiles d'argent, rangées en pal ; au 2, d'argent, à un casque de sable, taré de front, double de gueules, sommé de trois plumes d'autruche du même et brochant sur deux rameaux de laurier de sinople, passés en sautoir. Supports : deux lions regardants d'or., |
|        | Bertrand Clauzel (27 novembre 1779 - Paris ✝ 21 avril 1842 - château de Secourieu, Cintegabelle), général de division (18 décembre 1812), maréchal de France (27 juillet 1831), baron de l'Empire (11 juin 1810) puis 1er comte Clauzel et de l'Empire (1813, confirmé le 31 décembre 1814), Commandant (14 juin 1804), puis grand officier (17 juillet 1807) puis grand-croix de la Légion d'honneur (14 février 1815), grand-croix de l'ordre de la Réunion (3 avril 1813), chevalier de l'ordre royal et militaire de Saint-Louis (1er juin 1814), pair de France (2 juin 1815 (Cent-Jours)), - - Écartelé : au 1, du quartier des comtes militaires ; au 2, d'azur, à trois étoiles mal-ordonnées d'argent ; au 3, d'azur, à deux chevrons d'or, accompagnés de trois mains dextres appaumées d'argent ; au 4, d'or, à trois crabes de gueules, les tenailles en haut. |
|        | Alexandre Florian Joseph Colonna Walewski (1784 ✝ 1863), fils naturel de Napoléon Ier, comte de l'Empire (1812), grand-croix de la Légion d'honneur (1856), Coupé : au I, parti du franc-quartier des comtes militaires de l'Empire et de sable à un buste de femme tenant dans chaque main une branche de laurier, le tout d'or ; au II, de gueules, à une colonne d'argent surmontée d'un étoile du second (Colonna). |
|        | Jean Dominique Compans (26 juin 1769 - Salies-du-Salat ✝ 10 novembre 1845 - Blagnac), général de division (1806), 1er comte Compans et de l'Empire (1808), grand aigle de la Légion d'honneur, grand-croix de l'ordre de la Réunion, chevalier de Saint-Louis (1814), pair de France (17 août 1815, comte-pair le 31 août 1817, lettres patentes du 20 décembre 1817, sans majorat), D'argent, fretté de six piques d'azur ; au canton des comtes militaires brochant., |

## D
| Figure | Nom du comte et blasonnement |
| ------ | --- |
|        | Charles Mathieu Isidore Decaen (13 avril 1769 - Caen ✝ 9 septembre 1832 - Montmorency (Val-d'Oise)), général de division (à titre provisoire le 16 mai 1800, confirmé le 7 août 1800), comte de l'Empire (25 février 1813), grand cordon de la Légion d'honneur (29 juillet 1814), grand-croix de l'ordre de la Réunion (1812), chevalier de l'ordre royal et militaire de Saint-Louis (1er juin 1814), Écartelé : au I, du quartier des comtes militaires de l'Empire ; au II, d'argent à un palmier terrassé de sinople ; au III, d'or à trois têtes de Maures de sable, 2 et 1 ; au IV, d'azur à un lion d'argent tenant de sa dextre une épée haute et de sa sénestre, à ses pieds, un écu palé d'or et de gueules. |
|        | Henri-François Delaborde (21 décembre 1764 - Dijon ✝ 3 février 1833), général de division, comte de l'Empire (1809), gouverneur de Lisbonne (1807-1808), gouverneur du palais de Compiègne (1813), chambellan de l'Empereur (avril 1815), grand officier de la Légion d'honneur (1804), grand-croix de l'ordre de la Réunion (1813), chevalier de Saint-Louis (1814), pair de France (17 août 1815), Écartelé : au 1, d'azur, à une épée d'argent, garnie d'or; au 2, d'or, à trois bandes d'azur, et une bordure de gueules; au 3, de gueules, au léopard lionné d'or, deux pattes soutenues de deux têtes de léopard accostées d'or; au 4, de sable, à une tour d'argent, senestrée de son avant-mur du même, mouv. du flanc senestre, le tout crénelé et issant d'une eau d'argent. Sur le tout d'argent à trois tours de gueules et un écusson d'azur en abîme, ch. de cinq besants d'argent, 2, 1 et 2. |
|        | Alain Joseph Dordelin (13 mars 1764 - Lorient † 10 mars 1820 - Lorient), contre-amiral (16 février 1799), Comte de l'Empire (6 octobre 1810), commandant en chef de l'armée navale de l'Océan (à Brest), préfet du 7e arrondissement maritime (La Spezia) (12 janvier 1806 - 22 mai 1808), préfet du 2e arrondissement maritime (Brest) (31 octobre 1810 - 23 août 1811), Commandant de la Légion d'honneur (14 juin 1804), chevalier de Saint-Louis (1814), Coupé : au 1, de sable, à une ancre d'argent, accostée de deux étoiles du même ; au 2, de gueules, à une épée d'argent, accostée de deux mouchetures d'hermine du même, ; au canton des comtes militaires brochant. |
|        | Jean Baptiste Drouet, (29 juillet 1765 - Reims ✝ 25 janvier 1844 - Paris), général de division (1803), 1er comte d'Erlon et de l'Empire (1809), maréchal de France (1843), pair de France (2 juin 1815 (Cent-Jours), 18 novembre 1831 (monarchie de Juillet), grand officier de la Légion d'honneur (1807), grand-croix de l'ordre royal de la Légion d'honneur (30 septembre 1814), chevalier de Saint-Louis (1er juin 1814), grand-croix de l'ordre militaire de Maximilien-Joseph de Bavière, commandeur de l'ordre militaire de Saint-Henri de Saxe, Écartelé: au 1, d'argent chargé du canton des comtes militaires à cinq trèfles d'azur, rangés autour en orle; au 2, de gueules, au lion d'argent; au 3, de gueules, au chevron d'argent, acc. de trois étoiles du même ; au 4, d'argent cantonné en pointe à senestre d'azur à cinq trèfles d'azur, rangés en orle. |
|        | Antoine Drouot (11 janvier 1774 - Nancy ✝ 26 mars 1847 - Nancy), général de brigade (10 janvier 1813), général de division (3 septembre 1813), baron Drouot et de l'Empire (1810), 1er comte Drouot et de l'Empire (22 mars 1814), pair de France (2 juin 1815 (Cent-Jours), 19 novembre 1831 (monarchie de Juillet)), grand officier (23 mars 1814), puis grand-croix de la Légion d'honneur (18 octobre 1830), chevalier de Saint-Louis (8 juillet 1814), Parti : au 1, coupé du quartier des comtes militaires de l'Empire et d'azur, à la croix fleuronnée d'or ; au 2, d'or, au chevron de gueules, accompagné en pointe d'une pile de boulets de sable, posés 1, 2 et 3., |
|        | Charles François Dulauloy (9 décembre 1764 - Laon ✝ 30 avril 1832), général de brigade (à titre provisoire le 10 décembre 1794, confirmé le 4 mars 1795 avec effet rétroactif), général de division (27 août 1803), Chevalier Dulauloy et de l'Empire (9 mars 1810), puis, comte de Randon et de l'Empire (13 février 1811), grand cordon de l’ordre royal de la Légion d'honneur (17 janvier 1815), grand-croix de l'ordre de la Réunion (3 avril 1813), chevalier de l’ordre royal et militaire de Saint-Louis (1er juin 1814), chevalier de l'ordre de la Couronne de fer (2 avril 1814), conseiller d'État (5 décembre 1813), chambellan de l'Empereur (7 décembre 1813), pair de France (2 juin 1815 (Cent-Jours)), D'azur, à la fasce d'or, chargée d'un cœur de gueules, et accompagnée en chef d'une épée d'argent la pointe en bas, accostée de deux gerbes d'or, liées du même, et en pointe d'une ancre d'argent ; au canton des comtes militaires brochant. |
|        | Pierre Dupont de l'Étang (Chabanais (Angoumois, auj. dans en Charente), 4 juillet 1765 – Paris, 9 mars 1840), général de division, commandant en chef le corps d'observation de la Gironde, comte Dupont et de l'Empire (décret du 19 mars 1808 et lettres patentes signée le 24 juin 1808 à Bayonne), légionnaire (19 frimaire an XII), puis, grand officier (25 prairial an XII), puis, grand aigle de la Légion d'honneur (11 juillet 1807), Ecartelé ; au premier des comtes sortis de l'armée; au deuxième de gueules au château-fort d'or, brisé, flanqué de deux tours, crénélé, maçonné et ouvert de sable, chargé au-dessus de la porte d'un écusson aussi d'or à la filière de sable chargé lui-même d'un P de sable, au troisième écartelé, au premier de gueules à la fasce d'argent; au second d'argent à la givre d'azur; au troisième d'argent au lion rampant de gueules; au quatrième d'argent au drapeau de sable posé en pal; au quatrième d'azur à la levrette contournée et courant d'argent, accostée en chef à sénestre d'une branche de laurier d'or et d'une étoile d'argent; l'étoile brochant sur le laurier.                                                              |
|        | Charles Alexandre Léon Durand (27 janvier 1761 - Brest ✝ 2 décembre 1848 - Versailles), contre-amiral (à titre provisoire le 8 avril 1799, confirmé le 25 janvier 1800), vice-amiral honoraire (22 mai 1825), comte de Linois et de l'Empire (15 août 1810), commandant (14 juin 1804), puis, grand officier de la Légion d'honneur (1er mars 1831), chevalier de l’ordre royal et militaire de Saint-Louis (5 juillet 1814), D'azur, à la fasce, accompagnée en chef d'un croissant et en pointe d'un trèfle, le tout d'or ; au canton des comtes militaires brochant. |
|        | Pierre François Joseph Durutte (13 juillet 1767 - Douai ✝ 18 avril 1827 - Ypres (Belgique)), général de division (1803), baron Durutte et de l'Empire (1809), 1er comte Durutte et de l'Empire (1813), commandant (20 prairial an XII), puis, grand officier de l'ordre royal de la Légion d'honneur (23 août 1814), chevalier de l'ordre de la Couronne de fer (17 juillet 1809), chevalier de Saint-Louis (27 juin 1814), - - Armes de baron de l'Empire : Écartelé: au 1, d'or, au chevron d'azur, accompagné de trois merlettes de sable, au comble du même; au 2, du quartier des barons militaires de l'Empire ; au 3, d'or, au chevron de gueules, accompagné de trois roses au naturel, tigées et feuillées de sinople ; au 4, d'argent, semé de fleurs de lin (quartefeuilles) d'azur, boutonnées d'or. - Armes de comte de l'Empire : Écartelé: au 1, du quartier des comtes militaires de l'Empire ; au 2, d'or, au chevron d'azur, accompagné de trois merlettes de sable, au comble du même ; au 3, d'or, au chevron de gueules, accompagné de trois roses au naturel, tigées et feuillées de sinople ; au 4, d'argent, semé de fleurs de lin (quartefeuilles) d'azur, boutonnées d'or., |

## E
| Figure | Nom du comte et blasonnement |
| ------ | --- |
|        | Maxime Julien Émeriau de Beauverger (20 octobre 1762 - Carhaix ✝ 2 février 1845 - Toulon), vice-amiral (1811), comte Émeriau et de l'Empire (1810), pair de France (2 juin 1815 (Cent-Jours), 19 novembre 1831 (monarchie de Juillet)), pair de France des Cent-Jours, pair de France de la monarchie de Juillet, grand officier (28 mars 1812), puis grand cordon de l'ordre royal de la Légion d'honneur (24 août 1814), grand-croix de l'ordre de la Réunion (3 avril 1813), chevalier de Saint-Louis (3 juin 1814), membre de l'ordre de Cincinnatus, Écartelé : au 1, du quartier des Comtes-Militaires de l'Empire ; au 2, de gueules, à la tour d'argent senestrée d'un avant-mur du mesme ; au 3, de gueules, au chevron d'argent, accomapagné en chef de deux besants de mesme, et en pointe d'un if arraché de sinople, le sommet taillé en triangle ; au 4, d'azur, à l'ancre d'or surmontée de deux étoiles du mesme., |
|        | Rémy Joseph Isidore Exelmans (13 novembre 1775 - Bar-le-Duc ✝ 22 juillet 1852 - Saint-Cloud), général de brigade (14 mai 1807), général de division (8 septembre 1812), maréchal de France (10 mars 1851), pair de France (2 juin 1815 (Cent-Jours), 19 novembre 1831 (monarchie de Juillet), sénateur inamovible (21 janvier 1852 - 22 juillet 1852), 1er baron Exelmans et de l'Empire (17 mars 1808), puis, 1er comte Exelmans et de l'Empire (28 septembre 1813), légionnaire (14 juin 1804), puis, officier (19 octobre 1805), puis, grand officier (7 novembre 1813), puis, grand-croix (21 août 1830), puis, grand chancelier de la Légion d'honneur (15 août 1849 - 22 juillet 1852), chevalier de l'ordre royal et militaire de Saint-Louis (19 juillet 1814), grand dignitaire de l'ordre royal des Deux-Siciles), Ecartelé : au I, du quartier des comtes militaires de l'Empire ; au II, d'argent, au cheval effaré de sable ; au III, parti d'azur, à la ruche d'or et d'azur à la croix d'or (La Croix de Ravignan) ; au IV, d'argent, à trois merlettes de sable., |

## F
| Figure | Nom du comte et blasonnement |
| ------ | --- |
|        | Charles de Flahaut (21 avril 1785 - Paris ✝ 2 septembre 1870 - Paris), général de division (24 octobre 1813), baron de Flahaut de La Billardrie et de l'Empire (décret du 15 août 1809, lettres patentes du 2 novembre 1810, Fontainebleau), comte de Flahaut de La Billardrie et de l'Empire (24 octobre 1813) (décret du 24 octobre 1813, lettres patentes du 11 décembre 1813, palais des Tuileries) D'argent à trois merlettes de sable ; au comble d'azur chargé d'une croix pleine d'or ; franc-quartier des comtes tirés de l'armée, brochant au neuvième de l'écu. |
|        | François Louis Fournier (6 septembre 1773 - Sarlat ✝ 18 janvier 1827 - Paris), baron de l'Empire (17 mars 1808), comte de l'Empire (1813, destitué de ses grades et titres en octobre 1813), comte Fournier-Sarlovèze (10 mars 1819), légionnaire (1807), puis, officier (1809), puis, commandant de la Légion d'honneur (décret impérial du 14 juillet 1813), chevalier de l'ordre royal et militaire de Saint-Louis (ordonnance royale du 13 août 1814), Écartelé: au 1, du quartier des comtes militaires ; au 2, d'argent, à une salamandre au naturel dans des flammes du mesme; au 3, d'argent, à un dolman de hussard au naturel; au 4, d'azur, à un drapeau d'argent frangé d'or mis en barre. Devise: HINC VITA, LUX ET HONOR. |
|        | Maximilien Sébastien Foy (3 février 1775 - Ham (Somme) ✝ 28 novembre 1825 - Paris), général de brigade (3 novembre 1808), général de division (29 novembre 1810), baron Foy et de l'Empire (9 septembre 1810), 1er comte Foy et de l'Empire (15 mai 1815), grand officier de la Légion d'honneur (29 juillet 1814), chevalier de l’ordre royal et militaire de Saint-Louis (8 mai 1814), - - Armes de baron de l'Empire : D'azur semé d'étoiles d'argent, à une barre brochante chargée de trois tourteaux de sable ; au canton des barons militaires de l'Empire brochant sur le tout. - Armes de comte de l'Empire : D’azur semé d’étoiles d’argent, à la barre du mesme chargée de trois tourteaux de sable, au franc-quartier des comtes militaires., - Armes sous la Restauration : D'azur, semé d'étoiles d'argent, à la barre du même, brochant sur le tout et chargée de trois tourteaux de sable. |
|        | Bernard Georges François Frère (8 janvier 1762 - Montréal (Aude) ✝ 6 février 1826 - Paris), général de brigade (19 septembre 1802), général de division (6 mars 1808), comte de l'Empire (lettres patentes du 18 mars 1809), commandant de la Légion d'honneur (décret du Premier consul du 25 prairial an XII (14 juin 1804)), chevalier de l'ordre royal et militaire de Saint-Louis (ordonnance du 8 juillet 1814), Coupé : au I, parti, a) du quartier des comtes militaires ; b) d’argent à trois tours de gueules maçonnées, ouvertes et ajourées de sable ; au II, de gueules au pont de 3 arches d’or, maçonné de sable, soutenu d’une rivière d’argent., |
|        | Louis Friant (18 septembre 1758 - Morlancourt ✝ 24 juin 1829 - Château de Gaillonnet, Seraincourt), général de brigade (à titre provisoire le 3 août 1794, confirmé le 13 juin 1795), général de division (à titre provisoire le 4 septembre 1799, confirmé le 6 septembre 1800), 1er comte Friant et de l'Empire (5 octobre 1808), chambellan de l'Empereur (1813), colonel des Grenadiers à pied de France (18 juillet 1814 - 21 mars 1815), colonel en premier des Grenadiers à pied de la Vieille Garde Impériale (21 mars 1815 - août 1815), pair de France (2 juin 1815 (Cent-Jours), grand aigle de la Légion d'honneur (27 décembre 1805), Coupé: au 1, parti du quartier des comtes militaires de l'Empire et de gueules, à une pyramide d'or, maçonnée de sable; au 2, de sable, à quatre têtes de cheval d'argent, 2 et 2.,                                                                     |

## G
| Figure | Nom du comte et blasonnement |
| ------ | --- |
|        | Jean-Hugues Gambin (15 mai 1764, Paris – 18 mai 1835, Toulon), colonel (25 décembre 1807), général de brigade (5 mars 1811), comte de l'Empire (15 août 1809, lettres patentes du 26 avril 1810). Écartelé : au 1, du quartier des comtes militaires de l'Empire ; au 2, d'or, à une tour de sable, senestrée d'un avant-mur du même ; au 3, d'or, à deux drapeaux d'azur, ensanglantés de gueules, passés en sautoir ; au 4, d'azur, au lion d'or, tenant une épée d'argent, garnie d'or. |
|        | Honoré Ganteaume (13 avril 1755, La Ciotat – 28 juillet 1818, Aubagne), vice-amiral (30 mai 1804), comte de l'Empire (11 juillet 1810), inspecteur général des côtes de l'océan puis premier inspecteur général de la Marine (1814), membre du conseil d'amirauté (1810-1814), chambellan de l'empereur et colonel du bataillon de marine de la Garde impériale (1811-1814), grand officier (14 juin 1804) puis grand-aigle de la Légion d'honneur (2 février 1805). D'azur à la frégate pavoisée aux couleurs françaises, adextrée d'une frégate du même plus petite et senestrée d'un brick soutenu d'une mer en champagne ; le tout d'argent, surmonté d'une étoile aussi d'argent chargée d'un B de gueules ; au canton des comtes militaires entouré d'une filière d'argent brochant,. |
|        | Claude-Mathieu de Gardane (11 juillet 1766, Marseille – 30 janvier 1818, Saint-Michel-l'Observatoire), général de brigade (19 octobre 1799), comte de l'Empire (28 août 1809), écuyer cavalcadour de l'empereur (30 septembre 1804 – 10 mai 1807), gouverneur des pages (19 septembre 1805 – 10 mai 1807). Écartelé : au 1 du quartier des comtes militaires ; au 2 d'or au vol ouvert de sable, à la fasce de gueules surchargée de trois étoiles d'or brochant sur le tout ; au 3 d'argent à un palmier terrassé de sinople, sénestré d'une branche d'olivier de même ; au 4 d'azur au lion d'argent,. |
|        | Honoré Gazan (28 octobre 1765, Grasse – 9 avril 1845, Grasse), général de brigade (4 avril 1799), général de division (à titre provisoire le 25 septembre 1799, confirmé le 19 octobre 1799), comte de l'Empire (lettres patentes du 27 novembre 1808). Coupé : au 1 parti du quartier des comtes militaires de l'Empire et d'argent à un pin de sinople, terrassé du même, fruité d'or, accompagné d'une pie de sable ; au 2 de gueules à la forteresse en ruines d'argent,. |
|        | Étienne Maurice Gérard (4 avril 1773, Damvillers – 17 avril 1852), général de brigade (13 novembre 1806), général de division (23 septembre 1812), baron (19 mars 1808) puis comte de l'Empire (21 janvier 1813), grand officier de la Légion d'honneur (18 septembre 1813), chevalier de l'ordre de Maximilien-Joseph (autorisé le 6 avril 1806), chevalier de l'ordre de Dannebrog (autorisé le 25 novembre 1808). Écartelé : aux 1 du quartier des comtes militaires de l'Empire ; au 2, de gueules, à une tête et col de cheval d'or; au 3, de gueules, au chevron, et au sabre, brochant en pal, ledit chevron surmonté de trois étoiles mal-ordonnées, le tout d'or ; au 4, d'azur, au lion d'argent.                                                                                 |
|        | Laurent Gouvion (13 avril 1764, Toul – 17 mars 1830, îles d'Hyères), maréchal d'Empire (27 août 1812), comte de l'Empire (mai 1808), colonel général des cuirassiers (1804-1814), légionnaire (2 octobre 1803) puis grand officier (14 juin 1804) et grand-aigle de la Légion d'honneur (2 février 1805). Coupé : au 1 parti du quartier des comtes militaires de l'Empire entouré d'une filière d'argent et d'azur à une étoile d'or ; au 2 de sable,. |
|        | Emmanuel de Grouchy (23 octobre 1768, Paris – 29 mai 1847, Saint-Étienne), maréchal d'Empire (15 avril 1815), comte de l'Empire (28 janvier 1809), grand officier (14 juin 1804) puis grand-aigle de la Légion d'honneur (13 juillet 1807), grand-croix de l'ordre militaire de Bavière (1807), commandeur de l'ordre de la Couronne de fer (1809), colonel général des chasseurs à cheval (1809). D'or, fretté d'azur ; sur-le-tout d'argent, à trois trèfles de sinople ; au canton des comtes militaires de l'Empire brochant,. |
|        | César Charles Étienne Gudin (13 février 1768, Montargis – 22 août 1812, Smolensk), général de brigade (5 février 1799), général de division (22 août 1800, avec effet rétroactif au 6 juillet 1800), chevalier puis comte de l'Empire (lettres patentes du 7 juin 1808), commandant (décret impérial du 14 juin 1804) puis grand officier (décret impérial du 7 juillet 1807) et grand-aigle de la Légion d'honneur (décret impérial du 14 août 1809), commandeur de l'ordre militaire de Saint-Henri de Saxe. D'argent au coq au naturel, surmonté d'un croissant d'azur, surmonté de trois étoiles de gueules et accompagné en pointe d'un dextrochère d'azur, mouvant du franc senestre ; au franc-quartier des comtes militaires.                                                       |
|        | Armand-Charles Guilleminot (12 mars 1774, Dunkerque – 14 mars 1840, Baden-Baden), général de brigade (19 juillet 1808), général de division (28 mai 1813), baron (26 octobre 1808) puis comte de l'Empire (18 novembre 1813), légionnaire (30 mars 1807) puis officier (4 septembre 1808) et commandant de la Légion d'honneur (27 juillet 1809). Parti : au premier coupé du quartier des comtes militaires de l'Empire et de pourpre au chevron d'or, accompagné de trois roses d'argent ; au second d'azur à l'étoile rayonnante d'or. |

## H
| Figure | Nom du comte et blasonnement |
| ------ | --- |
|        | Jean Isidore Harispe (7 décembre 1768 - Saint-Étienne-de-Baïgorry † 26 mai 1855 - Lacarre), général de brigade (29 janvier 1807), général de division (12 octobre 1810), maréchal de France (11 décembre 1851), baron de l'Empire (26 octobre 1808) puis comte de l'Empire (3 janvier 1813), légionnaire (12 décembre 3), puis, officier (15 juin 1804), puis, commandant (20 janvier 1808), puis, grand officier (30 juin 1811), puis, grand-croix de la Légion d'honneur (9 mai 1833), médaille militaire (16 juin 1852), grand-croix de l'ordre de la Réunion (3 avril 1813), chevalier de l'ordre royal et militaire de Saint-Louis (27 juin 1814), chevalier de l'ordre de la Couronne de fer (15 mars 1811), pair de France (15 décembre 1835 (monarchie de Juillet)), sénateur inamovible (14 janvier 1852 - 26 mai 1855), - - Armes du baron Harispe et de l'Empire : D'azur, au cheval d'or, terrassé de sable, accompagné en chef de trois étoiles d'argent ; au canton des barons militaires de l'Empire brochant. - Armes du comte Harispe et de l'Empire : D'azur, au cheval d'or, terrassé de sable, accompagné en chef de trois étoiles d'argent ; au canton des comtes militaires de l'Empire brochant. - Armes du comte-pair Harispe : D'azur, au cheval d'or, terrassé de sable, accompagné en chef de trois étoiles d'argent. |
|        | Étienne Heudelet de Bierre (12 novembre 1770 - Dijon † 20 avril 1857 - Paris), général de brigade, (17 pluviôse an VII : 5 février 1799), général de division (25 décembre 1805), comte de l'Empire (lettres patentes du 2 juillet 1808), chevalier (décret du Premier consul du 20 frimaire an XII : 11 décembre 1803), puis, commandant (décret impérial du 26 prairial an XII : 14 juin 1804), puis, grand officier (décret impérial du 26 juin 1813), puis, grand-croix de la Légion d'honneur (pour prendre rang à dater du 18 février 1836), chevalier de l'ordre royal et militaire de Saint-Louis (ordonnance du 18 août 1814), conseiller général de la Côte-d'Or (1819-1838), pair de France (11 octobre 1832 (monarchie de Juillet)). D’argent à cinq cotices d’azur semées de trèfles d’or ; au quartier des comtes militaires de l'Empire brochant. |

## I
Aucune comte dans cette catégorie.

## J
Aucune comte dans cette catégorie.

## K
| Figure | Nom du comte et blasonnement |
| ------ | --- |
|        | Vincent Krasinski (30 janvier 1782, Boromel – 24 novembre 1856, Varsovie), chambellan de l'empereur, colonel des chevau-légers polonais de la garde impériale, comte de l'Empire (3 juin 1811), légionnaire (4 avril 1807). Écartelé : au premier des comtes tirés de l'armée ; au deuxième de gueules à l'épée d'argent en fasce la pointe à dextre, surmontée d'un vol ouvert d'or ; au troisième de gueules au casque taré de profil d'argent sommé d'un corbeau tenant au bec un anneau du même ; au quatrième d'azur au fer de cheval d'argent, clouté du champ, sommé d'une croix pattée d'or sur laquelle est perché un corbeau tenant au bec un anneau de sable. |